# لا وقت للحب (فلم)
لا وقت للحب فيلم مصري إنتاج عام 1963م، من إخراج صلاح أبو سيف.

## قصة الفيلم
تدور أحداث الفيلم خلال الفترة التي وقعت فيها حادثة حريق القاهرة في عام 1952، حيث يتعرف حمزة المهندس والعضو المتطوع بالحرس القومي على مدرسة تدعى فوزية، وبعد اندلاع الحريق، يحاول الإنجليز القبض على كافة المتطوعين في الحرس القومي، فيختبئ حمزة لدى أحد أصدقائه، وتساعده فوزية بكل ما تملك، وتحاول هي الأخرى تشكيل خلية خاصة بها من أجل ضرب القوات الإنجليزية في منطقة القنال.

## تمثيل
- رشدي أباظة.
- فاتن حمامة.
- إبراهيم فوزي.
- صلاح جاهين.
- عبد الله غيث.
- أحمد توفيق.
- بدر نوفل.
- عصت محمود.
- خيري القليوبي.
- عبد العزيز مكيوي.
- حسن حسني.